# Liten tolvgudablomma
Liten tolvgudablomma (Primula pauciflora) är en art i familjen viveväxter som förekommer naturligt i västra USA. Arten odlas som trädgårdsväxt i Sverige.
Tidigare har liten tolvgudablomman, tillsammans med några andra arter, bildat ett eget släkte Dodecatheon. Detta förs numera till släktet Primula. Arten under namnet Dodecatheon pulchellum beskrevs först av Constantine Samuel Rafinesque, och fick det namnet av Elmer Drew Merrill. 

## Synonymer
Dodecatheon pulchellum (Rafinesque) Merrill
Dodecatheon pulchellum subsp. pauciflorum (Greene) Hultén
Dodecatheon pulchellum subsp. watsonii (Tidestrom) H. J. Thompson
Dodecatheon radicatum subsp. watsonii (Tidestrom) H. J. Thompson
Dodecatheon pauciflorum var. watsonii (Tidestrom) C. L. Hitchcock
Dodecatheon pulchellum var. watsonii (Tidestrom) B. Boivin
Dodecatheon radicatum Greene
Dodecatheon vulgare (Hook.) Piper

## Underarter
Arten delas in i följande underarter:
- D. p. cusickii
- D. p. macrocarpum
- D. p. monanthum
- D. p. pauciflorum
- D. p. pulchellum
- D. p. distolum
- D. p. shoshonense
- D. p. watsonii
- D. p. zionense